# 파셀리스
파셀리스 (Phaselis)는 튀르키예의 안탈리아 주의 고대 리키아 도시이다. 케메르 여행자 도시의 서쪽 16km에 위치한 올림포스 국립 공원의 숲과 베이산 사이에 위치한다. 해안의 파셀리스와 다른 고대 도시는 매일 요트 여행으로 바다에서 도달가능하다.

## 사진

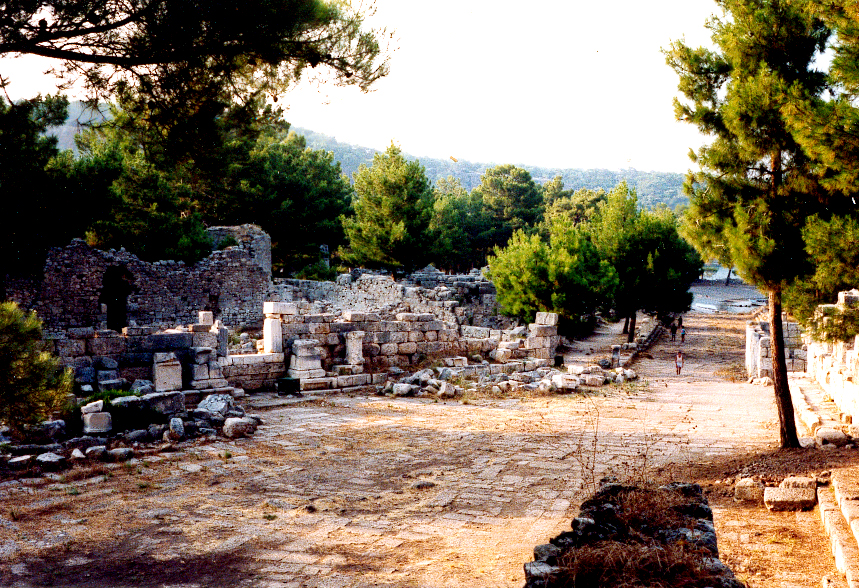
주 도로
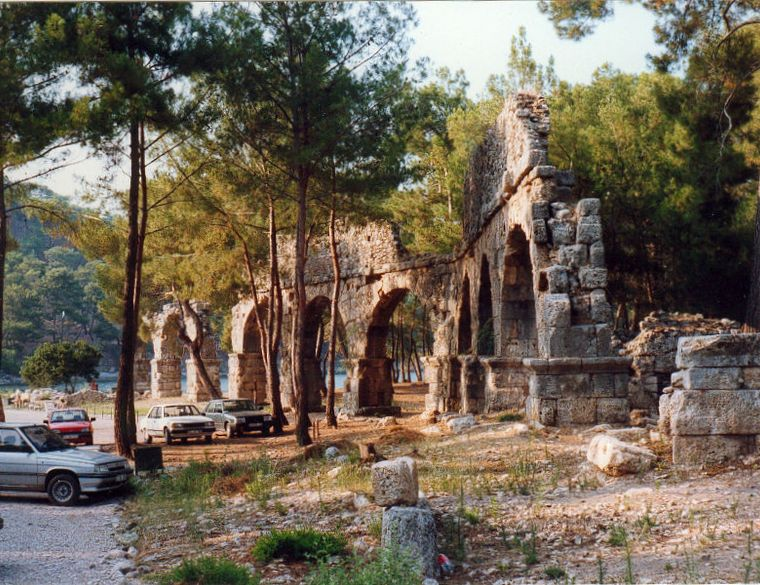
수도로